# Модуль пружності
Модуль пружності — величина, що характеризує пружні властивості матеріалу при малих деформаціях. Дорівнює відношенню напруженості і викликаної нею пружної відносної деформації. Розрізняють такі модулі пружності: — при осьовому розтягу-стиску (модуль Юнга, або модуль нормальної (поздовжньої) пружності); — при зсуві (модуль зсуву); — при об'ємному стиску (модуль об'ємної пружності). Модулі пружності є важливим показником в розрахунках на міцність, жорсткість, а також як міра сили міжатомного зв'язку.
Модулі пружності об'єднані в тензор модулів пружності, який зв'язує між собою тензор механічних напружень та тензор деформації.
Модуль об'ємної пружності рідини — Див. закон Гука.